# Omicron1 Centauri
Omicron1 Centauri (ο1 Cen, ο1 Centauri) é uma estrela na constelação de Centaurus. Tem uma magnitude aparente visual de 5,14, sendo visível a olho nu em locais com pouca poluição luminosa. Está muito distante da Terra para ter sua distância medida com precisão; as medições de paralaxe da sonda Gaia indicam que está a uma distância entre 8 200 e 12 900 anos-luz (2 500 a 4 000 pc). A essa distância, sua magnitude é diminuída em 1,22 devido à extinção causada por gás e poeira no meio interestelar.
Omicron1 Centauri é uma estrela supergigante ou hipergigante extremamente brilhante, com uma magnitude absoluta estimada de -9. O valor mais comum para seu tipo espectral é de G3 0-Ia, mas já foi classificada também como F7 Ia/ab e F8 Ia0. Estima-se que tenha uma massa de 17 vezes a massa solar e raio equivalente a 270 raios solares. É uma estrela variável semirregular, apresentando pelo menos um período de 200 dias.
Omicron1 Centauri forma uma estrela dupla visível a olho nu com Omicron2 Centauri, uma outra supergigante de quinta magnitude, separada por 4,6 minutos de arco na esfera celeste. Omicron1 Centauri também possui uma companheira óptica de magnitude 11,4 a uma separação de 13,5 segundos de arco, não estando relacionadas fisicamente.